# District de Turčianske Teplice
Le district de Turčianske Teplice est l'un des 79 districts de Slovaquie dans la région de Žilina.

## Démographie

### Évolution de la population
| Année:               | 1994.  | 2004.   | 2014.   | 2024.   |
| -------------------- | ------ | ------- | ------- | ------- |
| Nombre de personnes: | 16 951 | 16 710  | 16 204  | 15 646  |
| Différence:          |        | -1,42 % | -3,02 % | -3,44 % |

| Année:               | 2023.  | 2024.   |
| -------------------- | ------ | ------- |
| Nombre de personnes: | 15 753 | 15 646  |
| Différence:          |        | -0,67 % |

## Liste des communes
Source :

### Ville
- Turčianske Teplice

### Villages
Abramová | Blažovce | Bodorová | Borcová | Brieštie | Budiš | Čremošné | Dubové | Háj | Horná Štubňa | Ivančiná | Jasenovo | Jazernica | Kaľamenová | Liešno | Malý Čepčín | Moškovec | Mošovce | Ondrašová | Rakša | Rudno | Sklené | Slovenské Pravno | Turček | Veľký Čepčín